# Spiegelschleife (Dresden)
Die Kurfürstliche Spiegel-Schleif- und Polierfabrik (kurz Spiegelschleife genannt) war neben Kanonenbohrwerk und Pulvermühle die dritte landesherrliche Industrieanlage im Dresdner Stadtteil Löbtau und befand sich ca. 200 Meter oberhalb der Pulvermühle am linken Ufer des Weißeritzmühlgrabens. Sie wurde 1712 als Edelstein-Schleif- und Poliermühle errichtet und 1715 zur Spiegelschleife umgebaut. Nach fast hundertjähriger Nutzung wurde diese 1813 weitgehend zerstört. Die Folgejahre prägte mehrmaliger Besitzer- und Funktionswechsel, schließlich wurde das Gelände ab 1878 von einer Schokoladenfabrik genutzt, ehe die Gebäude 1945 zerstört und später abgetragen wurden.

## Vorgeschichte und Umbau zur Spiegel-Schleif- und Polierfabrik

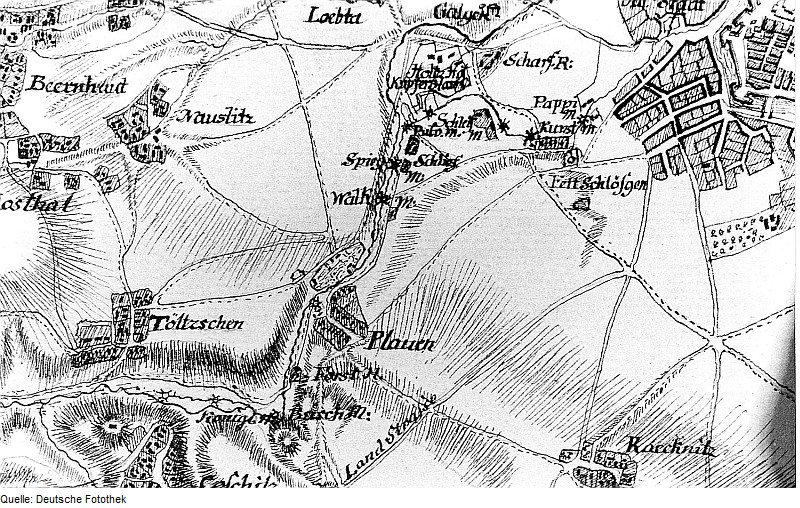
Weißeritz mit abzweigendem Weißeritzmühlgraben, an dem Pulver-, Schleif-, Papiermühle und Floßhof liegen

Auf dem Gelände der späteren Spiegelschleife errichtete Kammer- und Bergrat H. Georg Gabriel Wichmannshausen im Jahr 1700 einen Eisenhammer. Auf Betreiben Augusts des Starken verkaufte Wichmannshausen seine Anlage 1710 für 2.000 Taler an die kurfürstliche Kammer. Der Eisenhammer wurde vermutlich vollständig abgerissen und an gleicher Stelle durch einen Neubau ersetzt. 
Nach Einbau der Maschinen konnte die Anlage 1712 als Edelstein-Schleif- und Poliermühle in Betrieb genommen werden. Acht Steinsägen zum Schneiden des Edelstein-Rohmaterials (u. a. Jaspis und Achat) und nochmals acht Maschinen zum Schleifen und Polieren der einzelnen Stücke wurden durch ein unterschlächtiges Wasserrad angetrieben. 
Bald jedoch kam der Betrieb wegen fehlender finanzieller Mittel ins Stocken. Auch der Kurfürst war nicht bereit weitere Zuschüsse zu geben, jedoch sah dieser in der Herstellung von Spiegeln eine lukrative Möglichkeit der weiteren Nutzung dieser Mühle. So ist schon 1715, ohne größere Umbauten an den Produktionsgebäuden, durch Einbau neuer Maschinen die Voraussetzungen geschaffen worden, hier die Kurfürstliche Spiegel-Schleif- und Polierfabrik zu betreiben. Ab diesem Zeitpunkt wurde hier Rohglas der Friedrichsthaler Glashütte durch Schleifen, Schneiden, Polieren, Belegen mit Folie und Zusammenfügen zu hochwertigen Spiegeln verarbeitet.

## Nutzung als Spiegel-Schleif- und Polierfabrik bis 1813
Ein Lageplan aus dem Jahr 1787 zeigt den Aufbau der Anlage. Neben dem Haupthaus von 1712 stand die Folienschlägerei, die 1759 abgebrannt und in den 1760er Jahren wieder aufgebaut wurde. Mitten im Gelände befand sich das 1736 erbaute Beleghaus, an den Seiten des Grundstücks standen diverse Schuppen. Den nördlichen Abschluss bildete das 1787 von der Rentkammer errichtete Arbeiterwohnhaus. Das rund 2700 Quadratmeter große Grundstück war komplett von einem Bretterzaun umgeben und hatte zwei Ausgänge nach der Stadt und nach Plauen.
Von 1715 bis 1743 führte die Rentkammer das Unternehmen, der wirtschaftliche Erfolg blieb trotz aller Bemühungen und baulichen Verbesserungen aus. Deshalb entschloss man sich 1744 die Anlage zu verpachten. Herstellungsschwierigkeiten und durch Kriegswirren bedingte Absatzstockungen ließen aber auch privaten Pächtern keine Chance, so dass die Rentkammer das Werk 1783 wieder übernahm. Im Zuge der Befreiungskriege schließlich wurde das Schicksal der Spiegelschleife endgültig besiegelt. Nachdem eine Beschießung im August 1813 nur geringe Schäden verursacht hatte, gab es im Oktober bereits erhebliche Schäden. Ein von russischen Truppen am 5. November 1813 gelegtes Feuer zerstörte die Mühle dann vollständig. Vom Gedanken eines Wiederaufbaus verabschiedete man sich endgültig, als die Friedrichsthaler Glashütte im Ergebnis des Wiener Kongresses an Preußen fiel.

## Nutzung nach 1813 bis zur Zerstörung 1945
Das Ruinengrundstück wurde 1820 verkauft, es erfolgte der Aufbau eines neuen Gebäudes auf altem Grundriss. Zunächst betrieb der Erbauer hier eine Baumwollspinnerei, doch schon 1829 gab es einen erneuten Besitzerwechsel, dieser baute eine Ölmühle in das Gebäude ein. In den Folgejahren kam es zu mehrmaligem Besitzer- und Funktionswechsel. Um 1860 erfolgten der Ausbau der zwei kleinen, unterschlächtigen Wasserräder und der Einbau eines großen Rades. 1873 schließlich ist für das Gelände der alten Spiegelschleife die Fabrikation hölzerner Haus- und Küchengeräte, danach Strohgeflecht-Färberei und Tabakrösterei nachweisbar.

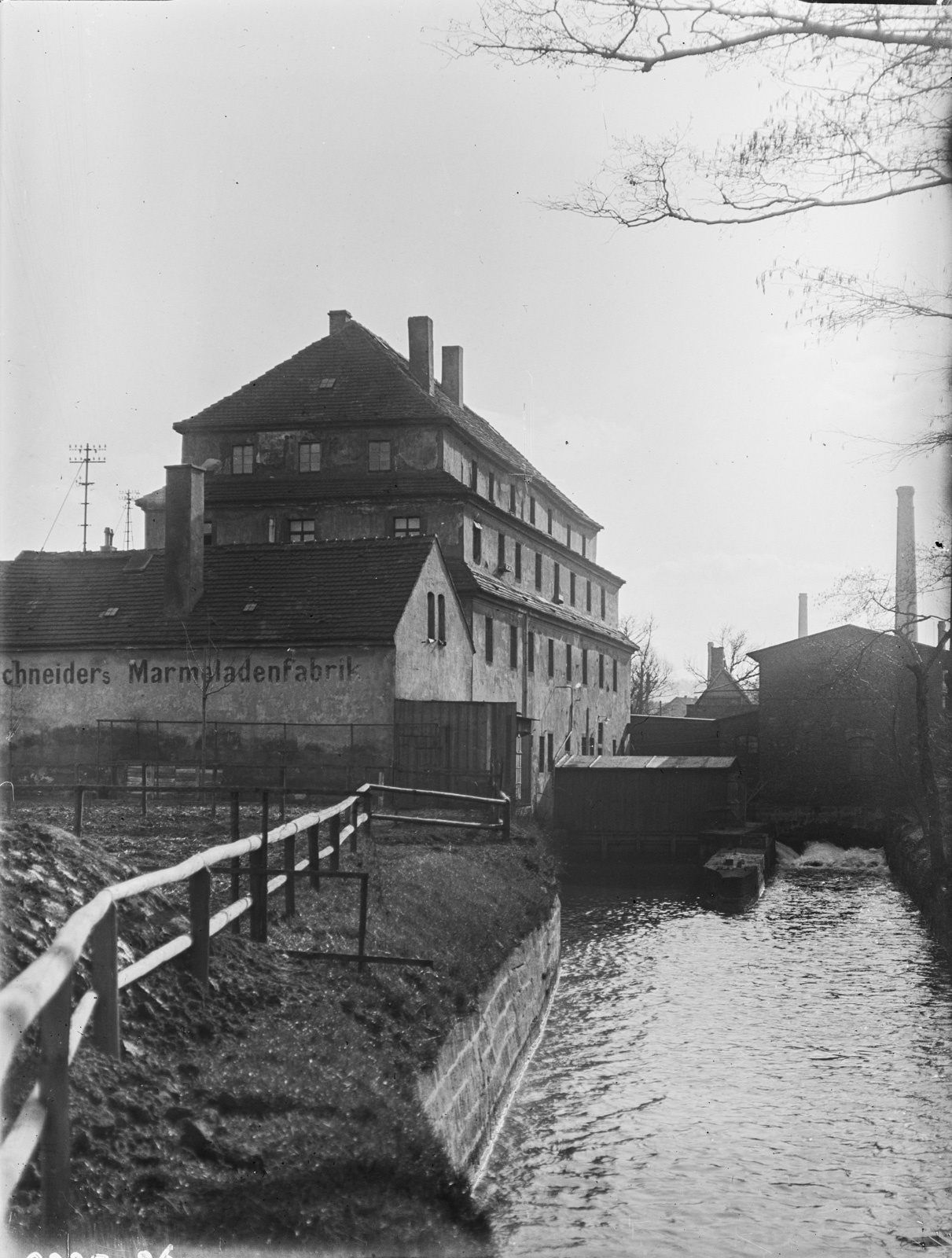
Ehemalige Schokoladenfabrik Lippold

1878 erfolgte der Ankauf des Grundstücks durch den Kaufmann E. Lippold. Dieser nutzte die Gebäude bis 1945 für seine Schokoladenfabrik, die als Zulieferbetrieb für andere Schokoladenfabriken, wie z. B. Otto Rüger oder Hartwig & Vogel tätig war. 1909 baute er das Wasserrad aus, ersetzte es zunächst durch eine Turbine älterer Bauart und 1911 schließlich durch zwei Francisturbinen zu je 20 PS. Durch die Bombardierung Dresdens kam es 1945 zur weitgehenden Zerstörung sämtlicher Gebäude, heute befindet sich an der Stelle der alten Spiegelschleife ein Maschinenbau-Betrieb.